# Trespoux-Rassiels
Trespoux-Rassiels é uma comuna francesa na região administrativa de Occitânia, no departamento de Lot. Estende-se por uma área de 20,70 km². Em 2010 a comuna tinha 844 habitantes (densidade: 40,8 hab./km²).